# مناذرة
المناذرة أو اللخميون، وهي سلالة عربية من قبيلة لخم من تنوخ وقد حكموا العراق قبل الإسلام. من أواخر القرن الثالث إلى 602 م / م. وكانوا حلفاء الرومان في البدء ثم تحالفوا مع الفرس وقد اتخذ ملوكهم لقب «ملك العرب» وهو اللقب ذاته الذي كان ملوك الحضر يلقبون به أنفسهم، وجودهم بالعراق بدءاً من أواخر القرن الأول قبل الميلاد. ينحدر المناذرة من بنو لخم من تنوخ، إلا أن الدراسات الحديثة تفضل الإشارة إليهم باسم النصريين. سكنوا العراق وقد اتخذوا من الحيرة عاصمة لهم ومن مدنهم في العراق الكوفة والنجف وعاقولا وعين التمر والنعمانية وأبلة والأنبار وهيت وعانة وبقة.

## نسب المناذرة

المناذرة اسم أطلق على ملوك الحيرة من آل نصر بن ربيعة الذين عرفوا كذلك بـ«آل لخم»، وبـ«آل النعمان»، وبـ«آل عدي»، وورد أن العرب كانت تسمي بني المنذر بـ«الملوك الأشاهب» لجمالهم. يعود نسب المناذرة آل نصر بن ربيعة إلى قبيلة لخم القحطانية وهم بنو مالك (لخم) بن عَدِيّ بن الحارث بن مرَّ بن أُدَد بن زيد بن يَشْجُب بن عريب بن زيد بن كهلان بن سبأ بن يشجب بن يعرب بن قحطان. اقرب القبائل نسبا لبني لخم هم بنو جذام (عمرو) بن عَدِيّ بن الحارث وهو أخو لخم، ويليهم بنو كندة حيث ان لخم (مالك) هو عم ثور (كندة) بن عفير بن عَدِيّ بن الحارث جد ملوك مملكة كندة. مع ذلك لا تزال طبيعة وهوية مملكة اللخميين غير واضحة في الغالب. ظهرت الأسرة النصرية الحاكمة مع " عمرو اللخمي "، المذكور في نقش بايكولي في أواخر القرن الثالث بين أتباع الإمبراطورية الساسانية . ومن هنا أطلق المؤرخون مصطلح "لخميين" على النصريين ورعاياهم الذين حكموا الحيرة. ومع ذلك، وكما يشير المؤرخ جريج فيشر، "هناك القليل جدًا من المعلومات حول هوية الأشخاص الذين عاشوا في الحيرة أو حولها، وليس هناك سبب للافتراض بأن أي صلة بين قادة النصريين ولخم ربما كانت موجودة في فالقرن الثالث كان لا يزال موجودا في القرن السادس، أو أن النصريين حكموا مملكة لخم بطريقة متجانسة”.  يتفاقم هذا الوضع بسبب حقيقة أن المصادر التاريخية - ومعظمها بيزنطية - بدأت في التعامل مع اللخميين بمزيد من التفصيل فقط منذ أواخر القرن الخامس، وكذلك بسبب النقص النسبي في العمل الأثري في الحيرة.  وكان مؤسس السلالة هو عمرو اللخمي ويقال لابنه امرئ القيس انه تحول إلى المسيحية[بحاجة لمصدر] ومع ذلك، هناك جدل حول تقاربه الديني. أشار تيودور نولدكه إلى أن امرئ القيس بن عمرو لم يكن مسيحيًا،  بينما أشار عرفان شهيد إلى احتمالية الانتماء المسيحي، مما يشير إلى أن مسيحية امرؤ القيس ربما كانت "أرثوذكسية أو هرطقة أو من النوع المانوي". علاوة على ذلك، يؤكد شهيد أن النقش الجنائزي لامرئ القيس بن عمرو يفتقر إلى الصيغ والرموز المسيحية. هذا مع ملاحظة أن ملوك الحيرة كان جلّهم وثنيين و لم يكونوا على النصرانية. فلم يثبت تنصّر أحدهم باستثناء أبي قابوس النعمان بن المنذر او النعمان الثالث، آخر ملوك بني لخم في العراق.

## تاريخ المناذرة
لقد كوَنت المناذرة مملكة قوية من أقوى ممالك العراق العربية قبل الإسلام فكانت هذه المملكة هي امتداد للممالك العربية العراقية التي سبقتها مثل مملكة ميسان ومملكة الحضر، وقد امتد نفوذ سلطان مملكة المناذرة من العراق ومشارف الشام شمالاً حتى عمان جنوباً متضمنة البحرين وهجر وساحل الخليج العربي. استمرت مملكتهم في الحيرة من (268م-633م). احتل الفرس تلك المملكة في مهدها فأصبحت مملكة شبه مستقلة وتابعة للفرس مع ذلك اكملت الحيرة ازدهارها وقوتها. وقد كان لهذه المملكة دور مهم بين الممالك العربية فقد كان لها صلات مع الحضر وتدمر والأنباط والقرشيين فكانت الآلهة في هذه المدن هي نفسها موجودة في الحيرة منها اللات والعزى وهبل، ومما يؤكد ذلك الروايات الكثيرة بصلات جذيمة الأبرش بملكة تدمر زنوبيا مثلا وعلاقتهم وعلاقة ملوك الحيرة بملوك مملكة الحضر وأحيانا ينسب المؤرخون السلالة الحاكمة في مملكة المناذرة وهم بنو لخم إلى ملوك الحضر في العراق، وكذلك نجد في النقوش الأثرية مثل نص أم الجمال الذي كتب بخط نبطي وفيه النص التالي: «جذيمة ملك تنوخ» وهذا يدل على صلاتهم الواسعة بالممالك العربية الأخرى هذا سوى الروايات الكثيرة من المؤرخين، وكان لمملكة المناذرة سوق من أشهر أسواق العرب يقام في الحيرة وفي دومة الجندل يتبادل فيه التجار البضائع ومنها البضائع الفارسية التي يجلبها تجار المناذرة وكذلك يتبادلون الأدب والشعر والخطب. أطلق ملوك المناذرة على أنفسهم لقب «ملوك العرب» ومن المؤكد أن نقش قبر امرئ القيس الأول المتوفى سنة (328م) مكتوب عليه «هذا قبر امرئ القيس بن عمرو ملك العرب كلهم». وهذا الحاكم له إنجازات عظيمة من تكوين أسطول بحري في البحرين هاجم مدن فارسية إلى سيطرته على مدن تمتد من العراق حتى نجران.
وكانت كتابة شاهد قبره الذي عثر عليه حديثا هي من أقدم الكتابات بالخط العربي الحالي عثر عليها لذلك يعتقد العلماء أن الحيرة هي مهد الخط العربي ويؤيد هذا الرأي المؤرخ البلاذري حيث ينسب الكتابة العربية إلى الحيرة والأنبار. كانت الحيرة قاعدة عسكرية كذلك فقد ساند المنذر بن قابوس الجيش الفارسي في حربهم ضد الرومان في معركة «كالينيكوم» قرب الرها في تركيا حاليا. يروي ابن قتيبة الحرب الشهيرة بين المناذرة والغساسنة في «يوم حليمة» في بصرى جنوبي سورية هي مضرب للأمثال على شهرتها (ما يوم حليمة بسر).
ازدهرت كنيسة المشرق في بلاد المناذرة ومما سهل ذلك ترحيب الأكاسرة الساسانيين بهذه الطائفة المسيحية التي تعاديها المسيحية الأرثوذكسية، عقيدة أعدائهم البيزنطيين ومع ذلك فإن الأرثوذكس كان لهم أيضا أسقفيتان عربيتان هما أسقفية عاقولا وأسقفية الحيرة. ويعتقد المسلمون أن النبي محمد بشر بفتح الحيرة عند حفر الخندق وتم ذلك فقام المسلمون بفتح الحيرة. شارك المناذرة في مناصب في الخلافة الإسلامية بإيجابية فكان منهم بنو عباد من ملوك الطوائف في الأندلس وبنو الورد حكام بنزرت في تونس والعديد من الشخصيات المهمة والشعراء.

## الحياة الفكرية والدينية

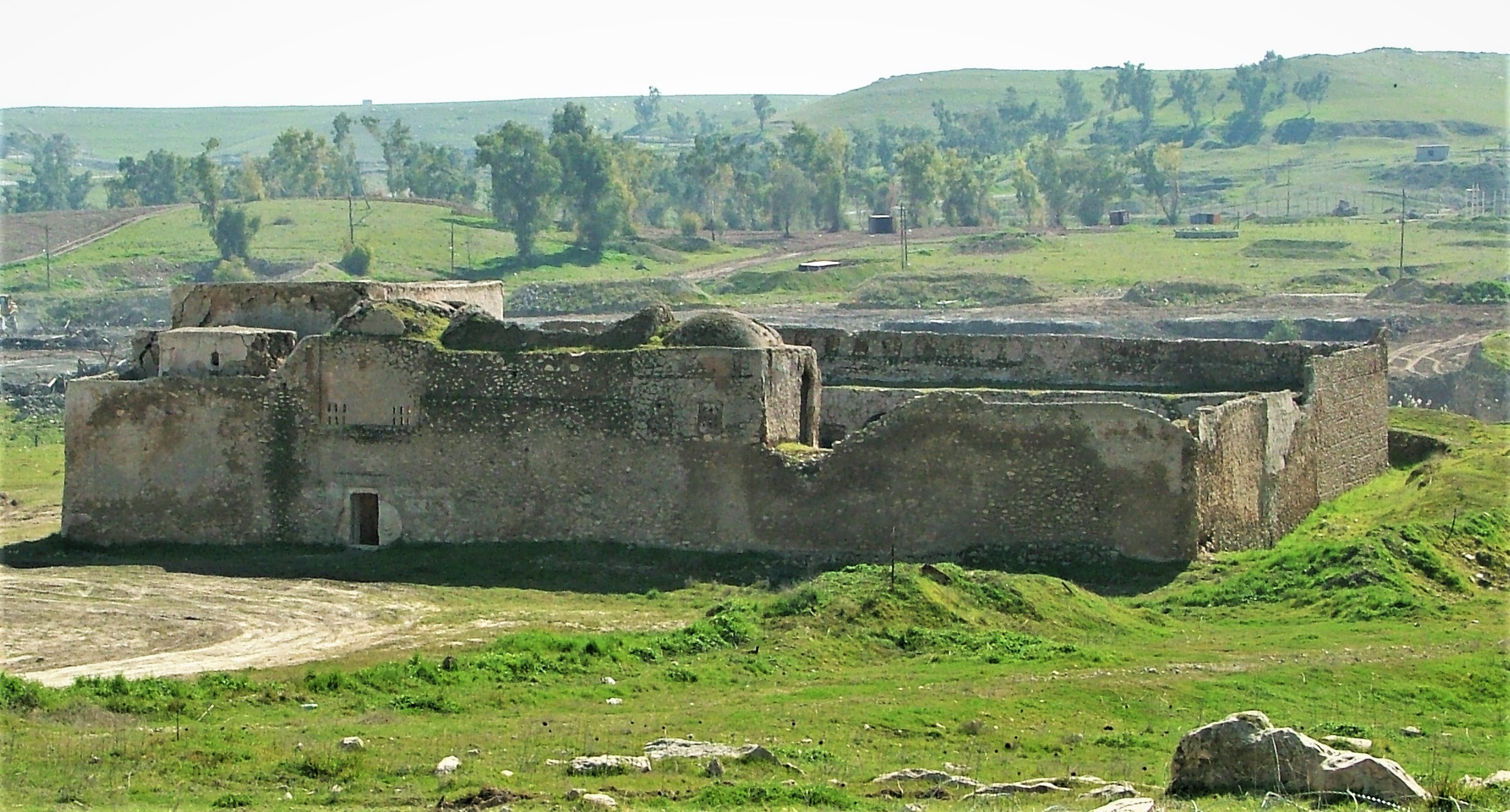
دير مار إيليا قرب الموصل.

كانت الحيرة منبعا للفكر والمعرفة وزخرت بمعاهد العلم ومدارسه فقد تلقى إيليا الحيري مؤسس دير مار إيليا دراسته الدينية في مدرسة في الحيرة،، كما تلقى مار عبدا الكبير دراسته في إحدى مدارس الحيرة، وعند فتح خالد بن الوليد عين التمر وجد في كنيسة أربعين صبيا يتعلمون من جملتهم سيرين أبو العلامة محمد بن سيرين وكذلك نصير أبو موسى بن نصير فاتح الأندلس وكذلك يسار جد المؤرخ ابن إسحاق وكذلك تعلم المرقش الأكبر وأخوه حرملة الكتابة وبعض العلوم في الحيرة، فقد كان لموقع الحيرة الأثر الكبير في تلاقح الحضارات، وقد كان ملوك الحيرة يهتمون بالتدوين كما عند النعمان بن المنذر الذي أمر بنسخ أشعار العرب في الكراريس فنسخت له وقد عثر على بعضها مدفونا في قصره الأبيض في زمن المختار، وكانوا يشجعون الشعراء بالعطايا فقد كان من شعراء الحيرة: المثقب العابدي وعبيد بن الأبرص والنابغة الذبياني وطرفة بن العبد ولقيط بن يعمر الأيادي وعدي بن زيد العبادي وعمرو بن كلثوم وعمرو بن قميئة وأعشى قيس والمرقش الأكبر ولبيد بن ربيعة. وقد كانت الحيرة مركزا علميا هاما وملتقى الأدباء في الجاهلية، وكان النعمان بن المنذر يجتمع بأدباء العرب في قصر الخورنق ويقيم مهرجانا أدبيا يسمى «المؤتمر» فكانت الحيرة محجا للأدباء والمثقفين، وكذلك الطب كان متقدما في الحيرة في زمن المناذرة وحافظت الحيرة على شهرتها في الطب في العصر الإسلامي، فكان حنين بن اسحق النصراني العبادي من أقدر أطباء المتوكل في العصر العباسي وكان أبوه صيدلانيا بالحيرة ولهذا الطبيب إسهامات مشهودة، ومن الناحية الدينية فكانت بلاد المناذرة على مذهب كنيسة المشرق حتى أن العديد من ملوكهم تنصروا بل ونشروا هذه العقيدة في شرق الجزيرة العربية (بيت قطراية). برز من الحيريين القديس حنانيشوع، والقديس مار يوحنا، والقديس عبد المسيح الحيري، والقديس «هوشاع» الذي حضر مجمع إسحاق الجاثليق عام (410م)، وشمعون الذي أمضى أعمال مجمع «يهبالاها» الذي انعقد سنة (420م) وشمعون الذي حضر مجمع «أقاق» الذي انعقد سنة (486م)، و«ايليا» الذي وقع على مجمع باباي المنعقد سنة (497م)، و«ترساي» الذي تحزب سنة (524م) لنرساي الجاثليق ضد «اليشاع» و«افرام»، و«يوسف» الذي وقد حضر مجمع «أيشوعياب الأرزني» الذي انعقد سنة (585م)، وشمعون بن جابر الذي نصرّ الملك النعمان الرابع في سنة (594م) على مايذكره مؤرخو الكنيسة.
وقد زار بطريرك كنيسة المشرق يشوعياب الأرزوني الملك «النعمان» وتوسط عند الروم لمساعدة «خسرو ابرويز» ضد «بهرام». ولما توفي نقل إلى الحيرة فدفن في دير «هند» ابنة النعمانْ. أما كنيسة الباعوثة في الحيرة وهي كرسي من كراسي المطرانية الدائمة فقد كانت المركز الديني الرئيسي في الحيرة وصمدت حتى أزمنه متأخرة وتناول المؤرخين بناءها بإعجاب. وشهد عام (424م) انعقاد مجمع «داد يشوع» في الحيرة لتنظيم شؤون كنيسة المشرق.

## الحياة السياسية
بعد انحسار حكم مملكة تدمر العربية عن منطقة غرب الفرات التي بضمنها الحيرة بدأ جذيمة الأبرش جهوده ليحكم تلك المنطقة وكانت تدمر عدوا شديدا للفرس أذاقتهم الرعب والهزائم. كانت الحيرة قاعدة ملك جذيمة وضم حكمه عانة وبقة وهيت والأنبار، وبعد جذيمة انتقل الحكم لعمرو بن عدي أول ملك من ملوك المناذرة والذي عاصر قيام الإمبراطورية الساسانية حين هاجم ملك الفرس نرسي مملكته وجعلها تابعة له لأسباب عدة منها موقع الحيرة الأستراتيجي الذي يتحكم بخطوط القوافل فيمكن للفرس التحكم بخطوط التجارة وتصريف بضائعهم بشكل غير مباشر، وجعل حكومة المناذرة درع من هجمات العرب أو الروم.
الجيش
يتكون جيش المناذرة من خمس كتائب هي: الأشاهب ودوسر والرهائن والوضائع والصنائع. أما «الأشاهب» فهم من الفرس مسخرين لخدمة ملوك الحيرة «ودوسر» هي مجموعة عربية مسخرة لخدمة ملوك الحيرة ويضرب المثل في قوتها فيقال: «أبطش من دوسر» وهاتين الفرقتين هما الفرقتين الرئيسيتين في الجيش، والفرق الثلاث الأخرى هي «الرهائن» وهم خمس مئة رجل رهائن لقبائل العرب يقيمون في الخدمة سنة ملوك الحيرة ثم يحل محلهم ألف آخرين في فصل الربيع، «الصنائع» هم قوم من خواص الملك من بنو تيم اللات وبنو قيس ابني ثعلبة وقد نذرو أنفسهم للحرب، «الوضائع» وهم ألف مقاتل من الفرس يضعهم ملك فارس في الحيرة لنجدة ملوك الحيرة وكانوا يرابطون سنة ثم ينصرفون ويأتي مكانهم ألف آخرون. وكان لهذه الكتائب حصون تعرف باسم (المسالح). وكذلك اشتهرت الحيرة بصناعة الأسلحة من سيوف وسهام ونصال للرماح وكانت لهم معرفة كبيرة بوسائل الحرب مثل المجانيق والقنابل الحارقة. كان المناذرة يسعون لمد سلطانهم على العرب منذ وقت مبكر فضمت مملكتهم بالإضافة للعراق شرق الجزيرة العربية وأجزاء كبيرة من نجد لذلك كان هناك تنافس بين المناذرة والحميريين للنفوذ على الجزيرة العربية فحصلت المناذرة والحميريين عدة معارك، فكان نفوذ المناذرة عهد امرؤ القيس بن عمرو ثاني ملوك المناذرة قد وصل لنجد بل وحاصر نجران التابعة لمملكة حمير فأصبح بذلك خطرا على أمن الحميريين فأرسل ملك حمير شمر يهرعش حملة عسكرية على المناطق التي مد امرؤ القيس سلطانه عليها فتقدمت قواته في نجد ومنها إلى الأحساء والقطيف في شرق الجزيرة العربية وبعد ذلك اكتفى المناذرة بشرق الجزيرة العربية أما الحميريين فكانوا قد فرضوا سلطانهم بنجد بواسطة كندة التابعة لهم وفي زمن أبو كرب أسعد أقاموا حصنا في «مأسل الجمح» بنجد كنقطة أمامية دفاعية لحماية أراضيهم وقوافلهم، وفي عهد الملك السبئي ملك كرب يعفر صدت قواتهم تقدم المنذر بن امرؤ القيس الذي هاجم حلفاء السبئيين في نجد وأرخوا ذلك بعام "631" وفقا للتقويم الحميري الموافق لعام (516م). كان لجيش المناذرة معارك ذات صيت في التاريخ الجاهلي لاسيما معركة يوم حليمة (554م) في (قنسرين) والتي قامت بين المناذرة والغساسنة التي انتصر بها الغساسنة وكانت أنتقاما من المناذرة لهزيمتهم في معركة قامت عام (544م) قام بها أحد حكام المناذرة (المنذر الثالث) من أسر أحد أبناء الحارث الغساني وقدمه قربانا للعزى مما ملأ قلبه حقدا، ومن نتائج هذه المعركة خروج قنسرين والبيضا من يد المناذرة. ومن المعارك الأخرى الشهيرة وحروب الشام التي قامت عام (563م) التي قام خاضها عمرو بن هند وأوعز إلى أخيه قابوس بمواصلتها عام (566م) والتي كانت لتأديب الروم الذين أساؤا إلى رسوله في القسطنطينية لمفاوضة قيصر على دفع الإتاوة ومن معارك المناذرة المعروفة التي اشتعلت مع العرب «يوم السلان» و«يوم طفخة» وقد أشترك المناذرة مع الفرس الساسانيين في وساعدوهم في حروبهم ومعاركهم فقد ساند المنذر الأول بن النعمان الفرس مساعدة قيمة في حروبهم التي استمرت حتى الصلح الأول الذي دام لأمد طويل، وبدأت معارك أخرى سنة (519)م وقام فيها المنذر الثالث بن ماء السماء بدور هام إذ تمكن في معاركه من أسر قائدين بيزنطيين هما «ديموستراتوس» و«يوحنا» مما اضطر البيزنطيين إلى إرسال وفد من «شمعون الأرشامي» و«أبراهام» والد المؤرخ نونوس و«سرجيوس» أسقف الرصافة إلى المنذر الثالث لفك أسرهما وتجدر الإشارة أن هذا الوفد الرومي قد صادف وصول وفد ذو نواس الملك الحميري الذي يطلب من ملك الحيرة أن يفعل بنصارى مملكته مايفعله هو بنصارى نجران وإن شمعون الأرشامي يزعم أنه دون قصة تعذيب نصارى نجران طبقا لما جاء في رسالة ذي نواس ومن ثم فقد نشرها في صورة كتاب يقرأ على الناس في الكنائس. وتجددت المعارك سنة (528-529)م فتوغل المنذر بجيشه حتى حمص وأفامية وأنطاكية وحتى الأناضول وأضرم الحرائق في بعض المدن منها خلقدونية وعاد وفي ركابه كثير من الأسرى من بينهم 400 راهبة أحرقهن بالنار قربانا للعزى، كما شاركوا بقوة في المعارك المفصلية التالية ضد القائد الروماني بلزاريوس، معركة «نصبين» (530م) ومعركة «كالينيكوم» (531م) الواقعة قرب الرها حاليا جنوب تركيا والتي انتهت بانتصار الفرس وتوقيع معاهدة سلام مع البيزنطيين الذين اضطروا أن يدفعوا بموجبها جزية ثقيلة، وكذلك صد الجيوش الرومانية المتجهة لحرب الفرس حتى زمن إياس الذي وجهه الفرس لقتال جيش روماني بساتيدما وهو نهر يقع بالقرب من أرزن فهزمهم إياس، ولكن هذه المساعدات لم تمنع الفرس من قتل آخر حكام المناذرة النعمان بن المنذر حيث استدرج كسرى فارس خسرو الثاني النعمان بن المنذر وغدر به، فثارت حمية العرب لقتله فقاتلوا الجيش الفارسي في معركة ذي قار وكان ذلك عام (610م).

## الحياة الاقتصادية
أهتم المناذرة بالتجارة والصناعة والزراعة، ففي مجال التجارة كانت للمناذرة قوافل تجارية «لطائم» في طريق يربط بين الجزيرة العربية بالشام والعراق ويشاركون بلطائمهم في جميع أسواق العرب ويوفرون لها حماية خاصة، ووجود نهر الحيرة المتفرع من الفرات سهل التجارة البحرية فكانوا يركبون فيه بالقوارب حتى يبلغوا مينائهم في الأبلة على الخليج العربي وهناك يركبون السفن الضخام من هناك فيطوفون بالبحار إلى الهند والصين من جهة الشرق والبحرين وعدن من جهة الغرب، وكانت السفن القادمة من الصين والهند تمر تأتي باستمرار إلى الحيرة، أما الزراعة فكان لخصوبة الأرض ووجود نهر الحيرة أثر في تطورها فقد كانت الأراضي بين الحيرة والنجف والفرات كلها مزروعة بالنخيل والبساتين والجنان ومن أشهر ماعرفت به في هذا المجال الخمر الحيري حيث كانت له شهرة حتى بعد الإسلام. وقد بلغت صناعاتهم درجة كبيرة من الحذق والإتقان في الحيرة حتى أصبحت كثير من الصناعات تنسب للحيرة منها صناعة السلاح سيوفها المشهورة وسهام ونصال للرماح. وصناعة الدبغ والنسيج خصوصا نسج الحرير والكتان والصوف، وكانوا يستخدمون في تزيينه الوشي والتقصيب والتطريز بخيوط الذهب. وكان قصر الخورنق يضم عددا من القين والنساج وفي ذلك يقول عمرو بن كلثوم:
ومن أزياء الحيريين الساج والطيلسان والدخدار واليملق والشرعبية والسيراء، وكان ملوك الحيرة يخلعون على الشعراء ومن يرضون عنه أثوابا تعرف بالرضا وهي جباب أطواقها الذهب فيه قضيب من الزمرد ومنها مايسمى المرفل.

### القصور والأديرة
كان طراز البناء الحيري طرازا قائما بذاته وقد ظل الطراز الحيري لبناء القصور معروفا في العصر الإسلامي، ويذكر المسعودي أن المتوكل العباسي اتبع في بناء قصوره نظام البناء المعروف بالحيري والكمين والأروقة وذلك أن ((بعض سماره حدثه في بعض الليالي أن ملوك الحيرة من النعمانية من بني نصر أحدث بنيانا في دار قراره وهي الحيرة على صورة الحرب وهيئتها)) للهجه بها وميله نحوها لئلا يغيب عنه ذكرها في سائر أحواله فكان الرواق فيه مجلس الملك وهو الصدر والكمان ويمنة وميسرة ويكون في البيتين الذين هما الكمان من يقرب منه من خواصه وفي اليمين منها خزانة الكسوة وفي الشمال ماحتيج إليه من الشراب والرواق وقد عم فضاؤه الصدر والكمين والأبواب الثلاثة على الرواق فسمي هذا البنيان في هذا الوقت بالحيري والكمين، واتبع الناس المتوكل ائتماما بفعله واشتهر للغاية، وكان العباسيون قد بنوا قصر أبي الخصيب محل قصر قديم للمناذرة وكذا حال قلعة جعبر حيث كان المناذرة قد اختاروا أحسن الأماكن لبناء قصورهم. وكذلك كان من فن الطراز الحيري نظام القبب فكانت تضاف ثلاث قبب متجاوره في مركز المبنى وكذلك يذكر ياقوت أن الحيريين يجعلون في حيطان دياراتهم الفسيفساء وفي سقوفها الذهب والصور. وقد أجرى علماء الآثار حفريات أثرية في أطلال الحيرة عام (1931م) تحت إشراف العالمين رتلنكر ورايس أسفرت عن كشف بعض الآثار من بينهما بازيليكيتين مسيحيتين من الآجر وقد ثبت من الحفريات أن كنائس الحيرة لم تكن مزودة بحنيات إنما كانت تنتهي بفتحات مربعة الشكل على النحو الشائع في معابد آشور وبابل وكذلك عثرت البعثة على صلبان من الفضة وقناديل من الزجاج وكانت الجدران مكسوة بطبقة جصية فيها زخارف نباتية وقد عثر هذان العالمان في أحد دور الحيرة على زخارف مدهونة في الجدران بألوان زاهية والأصباغ يتكرر فيها عنصر الصليب محاطا بدائرة وبعض الصور.
من عمرانهم:
القصور
- القصر الأبيض (تعرف ببيعة الكرسي)
- قصر بن بليلة
- قصر العدسيين الكلبيين
- قصر الزوراء
- قصر بني مازن
- قصر الخورنق
- قصر سنداد
- قصر العذيب
- قصر الصنين[30]
- قصر مقاتل
- قصر الصنبر
- قصر شمعون (في عانة).
- قصر البرذويل (في كربلاء).

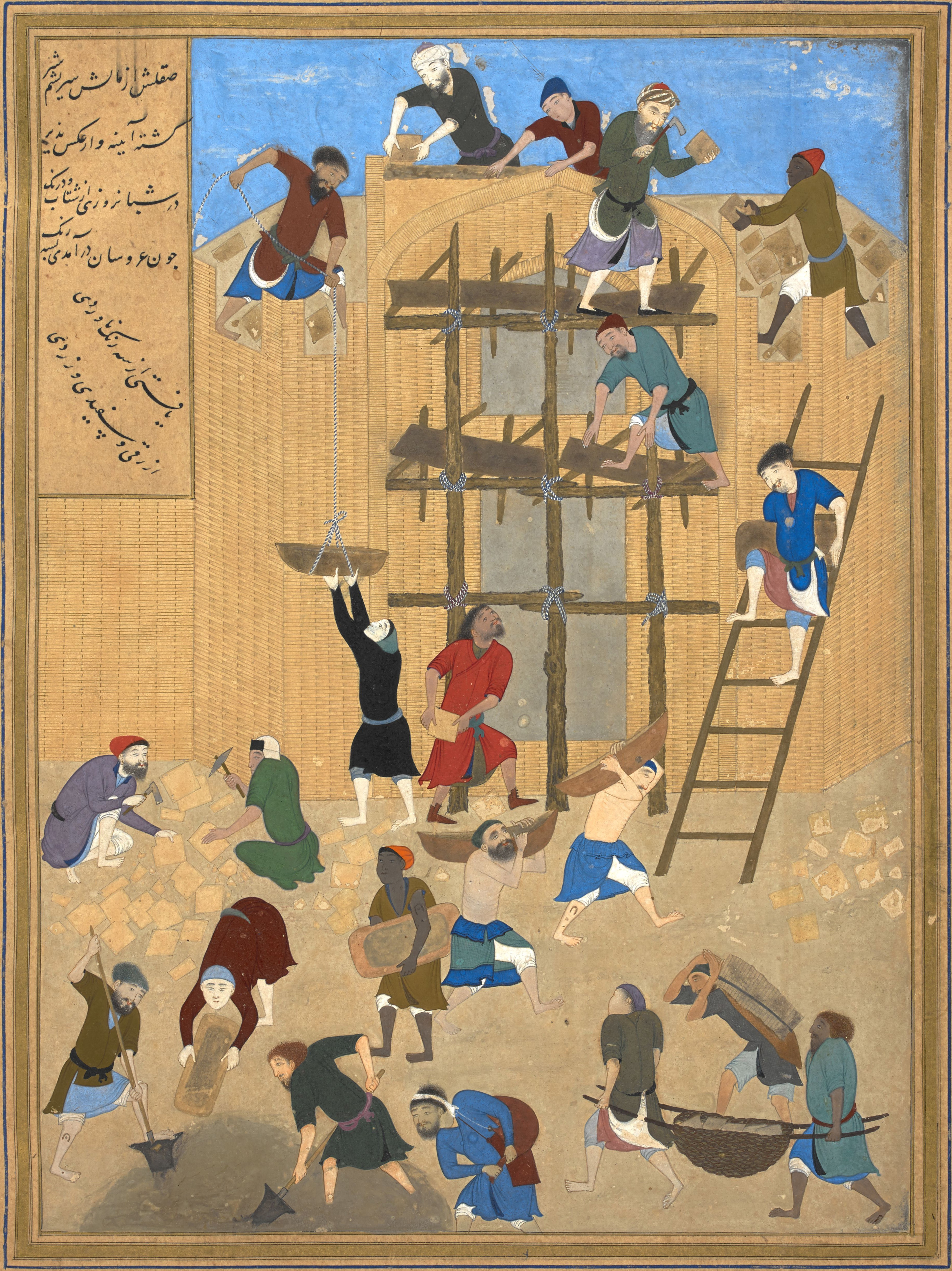
منمنمة من القرن الخامس عشر من مخطوط "خمسة" لنظامي بريشة بهزاد تصور بناء قصر الخورنق في الحيرة.

- قصر السدير (يحتمل انه قصر الأخيضر قرب كربلاء).[31]

الأديرة
| - دير اللج - دير الحريق - دير مارت مريم - دير هند الكبرى - دير هند الصغرى - دير الجماجم - دير الأكيراح - دير السوا - دير داد يشوع - دير مزعوق - دير بني صرنيار - دير توما - دير مارية - دير الأسكون - دير عبد المسيح | - دير ابن براق - دير العذارى - دير بني مرينا - دير ابن وضاح - دير مر عبدا - دير الجرعة - دير النقيرة - دير حنة - دير مار فايثون - دير علقمة - دير مار أبا الكبير - دير قرة - دير عبد يشوع - دير حنظلة |

## العصر الإسلامي

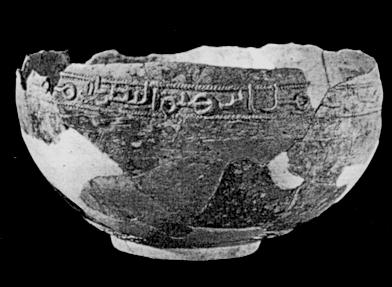
إناء من الخزف صنع في الحيرة عام 96هـ.

كان الشروع في جعل الكوفة عاصمة للخلافة عام (17هـ/638م) إيذانا بتدهور الحيرة وتناقص عمرانها. وقد استعملت في بناء الكوفة أحجار من قصور الحيرة وقد نقل البلاذري عن رجل من أهل الحيرة ((وجد في قراطيس هدم قصور الحيرة التي كانت لآل المنذر أن المسجد الجامع بالكوفة بني بنقض تلك القصور وحسبت لأهل الحيرة قيمة ذلك من جزيتهم))، وبدأ الخراب يستولي على ديارها، وبنيت بعض قصور الكوفة بآجر وأساطين قصور الحيرة وكنائسها المتخربة ومع ذلك فإن انحسار العمران في الحيرة وتقلصه لم يتم على دفعة واحدة وإنما تم على مراحل طويلة ويرجع الفضل الأعظم في الإبقاء على الحيرة كونها فتحت صلحا وكذلك خبرات أهلها التجارية التي أتاح لها مجالا واسعا للإفادة المادية من الفتوح الإسلامية فضلا عن كونها مركزا للمسيحية قرب الكوفة مما أتاح لها أن تكون موضعا من مواضع النزهة والزيارة لأهل الكوفة وكان بها من الخمارات ما ليس في غيرها ويذكر ياقوت أن بظاهر الكوفة ((منازل النعمان بن المنذر والحيرة والنجف والخورنق والسدير والغريان ومما هنالك من المتنزهات والديرة الكبيرة))
وكانت الحيرة مأهولة بالسكان في العصر الأموي واشتهرت شهرة كبيرة بصناعة الخزفيات إلا أن الحيرة في العصر العباسي أخذت في الإضمحلال. ولم يزل عمرانها يتناقص في هذا العصر إلى صدر من أيام المعتضد فإنه استولى عليها الخراب وكانت بالرغم من ذلك مقصد خلفاء بني العباس في العصر الأول كالسفاح والمنصور والرشيد والواثق فقد كانوا ينزلونها ويقصدون المقام فيها لطيب هوائها وصفاء جوهرها وصحة ترابها وقرب خورنق والنجف منها.

## ملوك المناذرة
| الترتيب | الحـــاكــم                           | فترة الحكم |
| ------- | ------------------------------------- | ---------- |
| 1       | عمرو بن عدي                           | 268 - 295  |
| 2       | امرؤ القيس بن عمرو                    | 295 - 328  |
| 3       | عمرو بن امرؤ القيس                    | 328 - 363  |
| 4       | أوس بن قلام                           | 363 - 368  |
| 5       | امرؤ القيس بن عمرو                    | 368 - 390  |
| 6       | النعمان بن امرؤ القيس                 | 390 - 418  |
| 7       | المنذر بن النعمان                     | 418 - 462  |
| 8       | الأسود بن المنذر                      | 462 - 490  |
| 9       | المنذر بن المنذر                      | 490 - 497  |
| 10      | النعمان بن الأسود                     | 497 - 503  |
| 11      | أبو يعفر بن علقمة                     | 503 - 507  |
| 12      | امرؤ القيس بن النعمان                 | 507 - 514  |
| 13      | المنذر بن امرؤ القيس                  | 514 - 554  |
| 14      | عمرو بن المنذر, الملقب بالمحرق الثاني | 554 - 569  |
| 15      | قابوس بن المنذر                       | 569 - 577  |
| 16      | فـيـشـهـرت                            | 577 - 578  |
| 17      | المنذر بن المنذر                      | 578 - 582  |
| 18      | النعمان بن المنذر, الملقب بأبو قابوس  | 582 - 609  |
| 19      | إياس بن قبيصة                         | 609 - 618  |
| 20      | زاديه                                 | 618 - 633  |
| 21      | المنذر بن النعمان بن المنذر           | 633        |